# Skovbjerg Bakkeø
Skovbjerg Bakkeø er Danmarks største bakkeø med et samlet areal på 1.500 km². Den ligger i Midt- og Vestjylland mellem Skjern Å i syd, Storåen i nord og strækker sig næsten 70 km ind i landet fra kystegnene i vest til området omkring Herning med en finger til Ikast i øst. 
Bakkeøen blev formet under næstsidste istid, Saale-istiden, og er mod nord, øst og syd omkranset af smeltevandsslette dannet under den sidste istid, Weichsel-istiden. Dengang ledte hovedstilstandslinien store mængder smeltevand og materialer ud over det isfri landskab, hvor det blev afsat som smeltevandsaflejringer bestående af grus, sand og ler. Fladen vest for Skovbjerg Bakkeø er i modsætning til det resterende landskab ikke et produkt af gletsjeris og smeltevandsfloder, men er en strandflade efterladt da havet trak sig tilbage i slutningen af Eem-mellemistiden. Man kender i dag dog ikke til aflejringer fra Eem for foden af Skovbjerg Bakkeø, men de kan evt. ligge skjult under yngre aflejringer.
Højeste punkt er Tihøje  vest for Vildbjerg  111 moh.
Skovbjerg Bakkeø grænser op til Karup Hedeslette mod nordøst, Grindsted Hedeslette mod øst og syd, og Husby Klit mod vest.